# Trimön
Trimön, geboren Norbhu Wangyal (ca. 1874 - 1945) was een Tibetaans politicus en militair.
Hij was minister (shappe) in de kashag, financieel secretaris (tsepon) en gouverneur. In 1935 was hij een van de afgevaardigden tijdens de zoektocht en erkenning van de veertiende dalai lama.

## Afkomst
Hij was de tweede zoon van Tsi-pa Sherab, een zesderangsfunctionaris. Hij trouwde in de Trimön-familie en nam de naam van die familie aan toen hij de nalatenschap erfde van zijn schoonvader in Chetang, nabij Lhasa. Hij bleef niettemin jarenlang wonen in huize Sechung.

## Loopbaan
In 1912 rond het oproer in Lhasa werd Trimön benoemd tot assistent-bevelvoerder, ondanks dat hij geen militaire opleiding had gehad. In juni van dat jaar kreeg hij de titel Theiji.
Van 1913 tot 1914 begeleidde hij Lönchen Shatra naar India. Hij was assistent van de Tibetaanse gevolmachtigden bij het tekenen van het Akkoord van Simla en hij ging gesprekken aan met Lord Hardinge. Bij terugkeer in 1914 werd hij benoemd in de functie van Shappe.
Tijdens de jaren twintig werkte hij als commissaris in Oost-Tibet. Hij raakte deze positie in 1931 kwijt aan Ngabo Ngawang Jigme. Ondanks dat hij bestuurlijke competenties had en een aanzienlijke literaire kennis, was hij onpopulair in het Tibetaanse parlement. Hij werd in het algemeen gezien als conservatief, bars en arrogant. Hij was een van de slachtoffers van de plot van Lungshar dat stukliep in de zomer van 1934.

## Aftreden
Nadat de dertiende dalai lama overleed in 1933, werd hij in de zomer van 1935 door de kashag benoemd als vooraanstaand functionaris om de reïncarnatie van de dalai lama te vinden.
In deze tijd leed hij steeds meer onder de druk van de regering in Tibet. In het klooster Tiklo, tijdens de zoektocht naar de nieuwe dalai lama, gaf hij zijn neef Wangchug Deden Shakabpa de opdracht een brief te schrijven die zijn aftreden uit de hoge raad aankondigde.

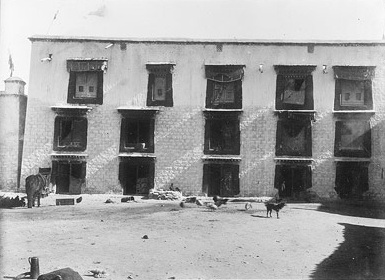
Trimön's huis in Lhasa

Jampäl Yeshe Gyaltsen, de toenmalige regent van Tibet en de vijfde Reting rinpoche, probeerde hem van deze gedachten af te brengen. Gyaltsen was van mening dat Trimön gepromoveerd diende te worden tot Lönchen en dreigde uit het kabinet te stappen wanneer Trimön daadwerkelijk zou stoppen.
Trimön keerde terug naar Lhasa in oktober 1935 en nam desondanks ontslag. Het officiële aftreden gebeurde net voor losar in januari 1936. De vijfde Reting rinpoche hield geen woord en bleef aan. Wel dankte hij Trimön formeel en benoemde hij hem tot Kaship Nubling van Staat.
Op zijn benoeming tot Kaship Nubling door de Reting rinpoche reageerde hij met de eis dat hij weer in zijn functie teruggezet diende te worden. Er zijn ook bronnen die beweren dat hij niet vrijwillig was teruggetreden.

## Geestelijke verwarring
In deze tijd ontstond er een toenemende ongerustheid over de mentale toestand van Trimön. Zijn gedrag werd steeds excentrieker en hij vertoonde vlagen van krankzinnigheid.
Hij werd op een markt in Lhasa gezien terwijl hij een witte shamthab droeg, een rok die ascetische lama's dragen. Hij speelde daarbij muziek, danste en zou hard op de deuren van de Jokhangtempel hebben geslagen en naar de monniken hebben geroepen de deuren te openen.